# 泰康路 (上海)
泰康路是中華人民共和國上海市黃浦區的一條東西走向的道路，西起瑞金二路，東至徐家匯路。全長464米。道路始建於1926年，最初以法國巡洋艦命名為賈西義路。1943年10月更名為泰康路。泰康路原本為集貿市場，沿途有不少工廠，20世紀90年代末，工廠逐步搬遷。1998年9月，露天集貿市場全部搬入室內。1999年1月13日，盧灣區（現合併至黃浦區）人民政府決定將泰康路改造為泰康路工藝品特色街，將廢棄工廠改造為藝術工作室。截至2002年7月，已有83家藝術商店、藝術展示廳入駐泰康路。沿途有田子坊、日月光中心和上海琉璃藝術博物館。